# سرای سپید و سیاه
«سرای سپید و سیاه» (انگلیسی: The House of Black and White) قسمت دوم از فصل پنجمِ مجموعهٔ تلویزیونیِ خیال‌پردازانهٔ بازی تاج‌وتخت و قسمت ۴۲ از کلِ این سریال است.
فیلم‌نامه‌نویس‌های این قسمت دیوید بنیاف و دی. بی. وایس و کارگردان آن مایکل اسلوویس است. این قسمت در ۱۹ آوریل ۲۰۱۵ منتشر شد و پیش از پخش تلویزیونی آن، ۴ قسمت اول سریال به‌طور غیرقانونی به اینترنت راه یافته بود.